# Noriyoshi Sakai
Noriyoshi Sakai (jap. 酒井 宣福 Sakai Noriyoshi; ur. 9 listopada 1992) – japoński piłkarz występujący na pozycji pomocnika. Obecnie występuje w Albirex Niigata.

## Kariera klubowa
Od 2011 roku występował w klubach Albirex Niigata, Avispa Fukuoka i Fagiano Okayama.